# Archivos Africanos (Bélgica)

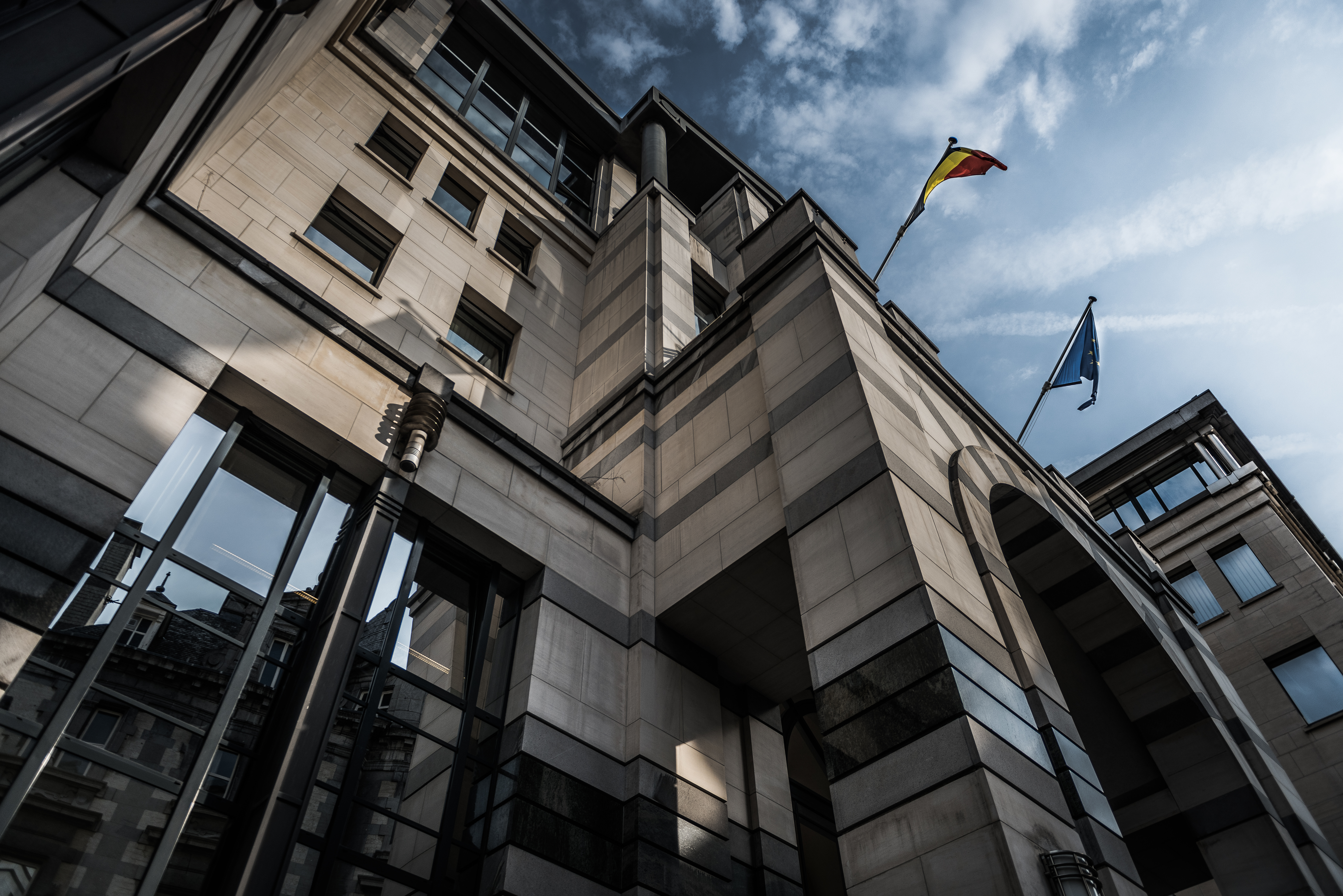
Edificio del Servicio Público Federal Belga de Relaciones Exteriores en Bruselas.

Los Archivos Africanos del Servicio Público Federal Belga de Relaciones Exteriores en Bruselas (Service public fédéral Affaires étrangères) contienen registros relacionados con el Estado Libre del Congo colonial, el Congo Belga y Ruanda-Urundi, 1885-1962. Los archivos fueron transferidos en 1960 al Ministère belge des Affaires étrangères.  En 2015, los archivos fueron a parar a los Archivos del Estado belga, un acuerdo que se espera continúe hasta 2018. Los Archivos Africanos incluyen «los archivos del antiguo Ministerio de Colonias (5 km), los archivos del Gobernador General del Congo (4,5 km), y los archivos sobre el antiguo personal colonial (1,4 km)»

## Archivos

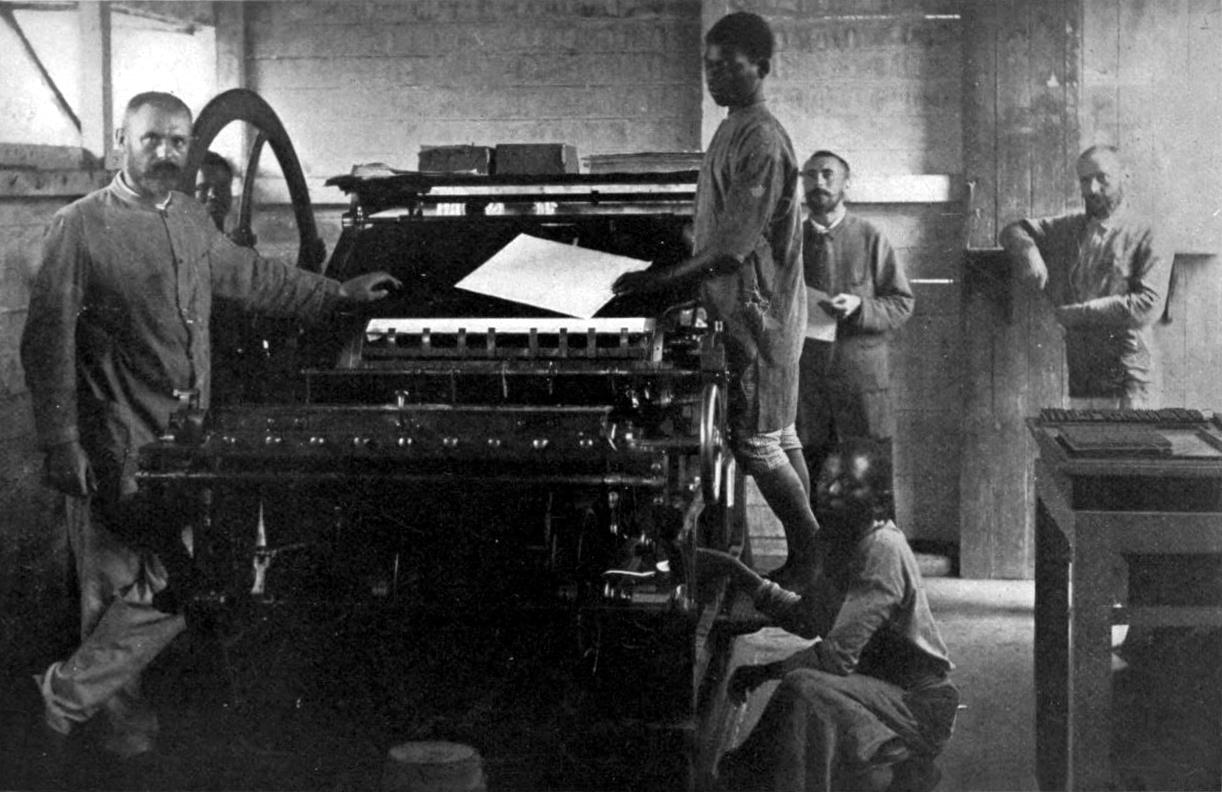
Imprenta Congo Free State en at Boma, circa 1890s-1900s

Los documentos anteriores a 1906 siguen siendo escasos. «Ya en 1888 Leopoldo II creó un servicio de archivo para su Estado Libre del Congo que funcionaba como parte del Departamento del Interior en Bruselas. Sin embargo, el rey estableció los archivos como su propiedad personal, y en 1906 la mayor parte de los registros administrativos del Estado Libre del Congo fueron sistemáticamente destruidos».
A partir de 2015, los registros existentes están organizados por oficina de origen ("fonds").

### Fondos Ministerio de las Colonias
La siguiente es una lista de grupos de registros dentro del conjunto más amplio de los del Ministère des Colonies.
- 3e DG - Travaux Publics
- Actes officiels
- Affaires Étrangères
- Affaires Indigènes et Main-d'OEuvre
- Agriculture
- Bibliothèque
- Bien-Être Indigène
- Brevets
- Cadastre
- Service cartographique (maps)
- Colonat
- Colonisation et Crédit au colonat
- Cabinets ministériels
- Conseil Colonial
- Conseil Supérieur
- Contrôle financier
- Direction Générale des Services Administratifs
- Distinctions honorifiques
- Douanes
- École coloniale
- Enseignement
- Finances
- Force Publique (militarized police)
- Hygiène
- Institut Royal Colonial Belge
- Impôts des Sociétés
- Inspecteur Général du Service Juridique
- Jardin Colonial
- Justice
- Justice - Successions
- Justice - Kimbanguisme
- Mines
- Missions
- Office des Cités Africaines
- Office Colonial
- Personnalités civiles
- Plan décennal
- Postes, Télégraphes et Téléphones
- Presse
- Rapports Annuels du Congo belge
- Rapports Annuels du Rwanda-Urundi
- Régime foncier
- Service social
- Statuts des sociétés administratives
- Sûreté
- Terres
- Université des Territoires d'Outre-mer
- Privés

### Fondos del Gobierno General de Leopoldville
Estos registros llegaron a Bélgica en 1960. La siguiente es una lista de grupos de registros dentro del conjunto más amplio de registros del Gouvernement Général de Léopoldville.
- Gouvernement Général de Léopoldville
- Association des Fonctionnaires et des Agents coloniaux (association of colonial officials)
- Affaires Indigènes et Main-d'OEuvre (indigenous affairs and labour)
- Bulletins d'Inscription
- Cabinet du Gouverneur Général (office of the governor general)
- Enseignement et Travail (labour training)
- Gouvernement Général de Léopoldville - Justice
- Missions et Enseignement
- Mobilisation Civile
- Service du Personnel d'Afrique
- Service du Personnel Indigène
- Successions
- Sûreté (security)

### Fondos Ruanda-Urundi
Los registros de este grupo llegaron a Bélgica en 1961.
- Ruanda-Urundi
- Ruanda
- Burundi

## Personal
Los archiveros de los registros africanos han incluido a Claudine Dekais (alrededor de 1996). Madeleine van Grieken-Taverniers fue archivista del Ministere des Colonies, alrededor de 1955-1958.